# Landtags- und Gemeinderatswahl in Wien 2010
- SPÖ: 49
- GRÜNE: 11
- ÖVP: 13
- FPÖ: 27

- Landesregierung: 60
- Opposition: 40

Die Landtags- und Gemeinderatswahl in Wien 2010 fand am 10. Oktober statt.
Dabei verlor die Sozialdemokratische Partei Österreichs (SPÖ) ihre absolute Mandatsmehrheit. Die Freiheitliche Partei Österreichs (FPÖ) erzielte bei der Wahl ihr bisher zweitbestes Ergebnis und konnte die Österreichische Volkspartei (ÖVP) überholen, die mit 13,99 % ihr schlechtestes Ergebnis erzielte.
Neben den im Rathaus etablierten Parteien kandidierten auch das Bündnis Zukunft Österreich (BZÖ), die Kommunistische Partei Österreichs (KPÖ), das Liberale Forum (LIF), die Sozialistische Linkspartei (SLP), die MUT-Partei und die Plattform Direkte Demokratie (DEM), ein Wahlbündnis aus 5 Gruppierungen.
Gleichzeitig mit der Landtags- und Gemeinderatswahl wurde in Wien die Bezirksvertretungswahl durchgeführt, bei der die Bezirksräte und Bezirksvorsteher gewählt wurden.

## Voraussetzungen

### Ausgangslage
Bei der Landtags- und Gemeinderatswahl 2005 war die SPÖ erneut als Sieger hervorgegangen. Sie konnte mit 49,1 % ihre absolute Mandatsmehrheit halten und verzeichnete zudem einen Gewinn von 2,2 %-Pkte sowie eine Steigerung um drei Mandate. Damit stellte die SPÖ im Wiener Landtag und Gemeinderat der 18. Wahlperiode 55 der insgesamt 100 Landtagsabgeordneten bzw. Gemeinderäte. Auch die ÖVP hatte bei der Wahl 2005 Gewinne erzielt und steigerte ihren Stimmenanteil um 2,4 %-Pkte auf 18,8 %. Dies bedeutete zudem den Gewinn zweier Mandate, wodurch die ÖVP in der Folge 18 Mandatare stellte. Die Grünen konnten 2,2 %-Pkte sowie drei Mandate hinzugewinnen und erreichten mit 14,6 % ihr bisher bestes Ergebnis in Wien. Die Grünen erreichten dadurch erstmals 14 Mandate und lagen damit in Mandaten erstmals vor der FPÖ, die mit 14,8 % und 13 Mandaten der Wahlverlierer der Landtags- und Gemeinderatswahl war. Die FPÖ hatte bei der Wahl Verluste von 5,3 %-Pkte verzeichnen müssen und zudem acht Mandate verloren. Für die FPÖ bedeutete dies das schlechteste Wahlergebnis seit 1987. Alle restlichen kandidierenden Parteien, darunter die KPÖ und das BZÖ (mit anderer Listenbezeichnung), scheiterten klar am Einzug in den Landtag und den Gemeinderat.

### Wahlrecht
Für die Landtags- und Gemeinderatswahl aktiv berechtigt waren alle Personen, die am Stichtag, dem 10. August 2010, ihren Wohnsitz in Wien hatten, österreichische Staatsbürger waren und spätestens am 10. Oktober 2010 ihr 16. Lebensjahr vollendeten.
Es war die erste Gemeinderatswahl in Wien, wo die Briefwahl möglich war.
1.144.510 Menschen waren bei der Landtagswahl stimmberechtigt, wobei dies eine Steigerung der
Wahlberechtigten um 2.384 Personen bedeutete. Die Wahlbeteiligung lag 2010 bei 67,63 %  und war damit
gegenüber 2005 (60,81 %) stark angestiegen.

## Angetretene Parteien

### SPÖ – Sozialdemokratische Partei Österreichs

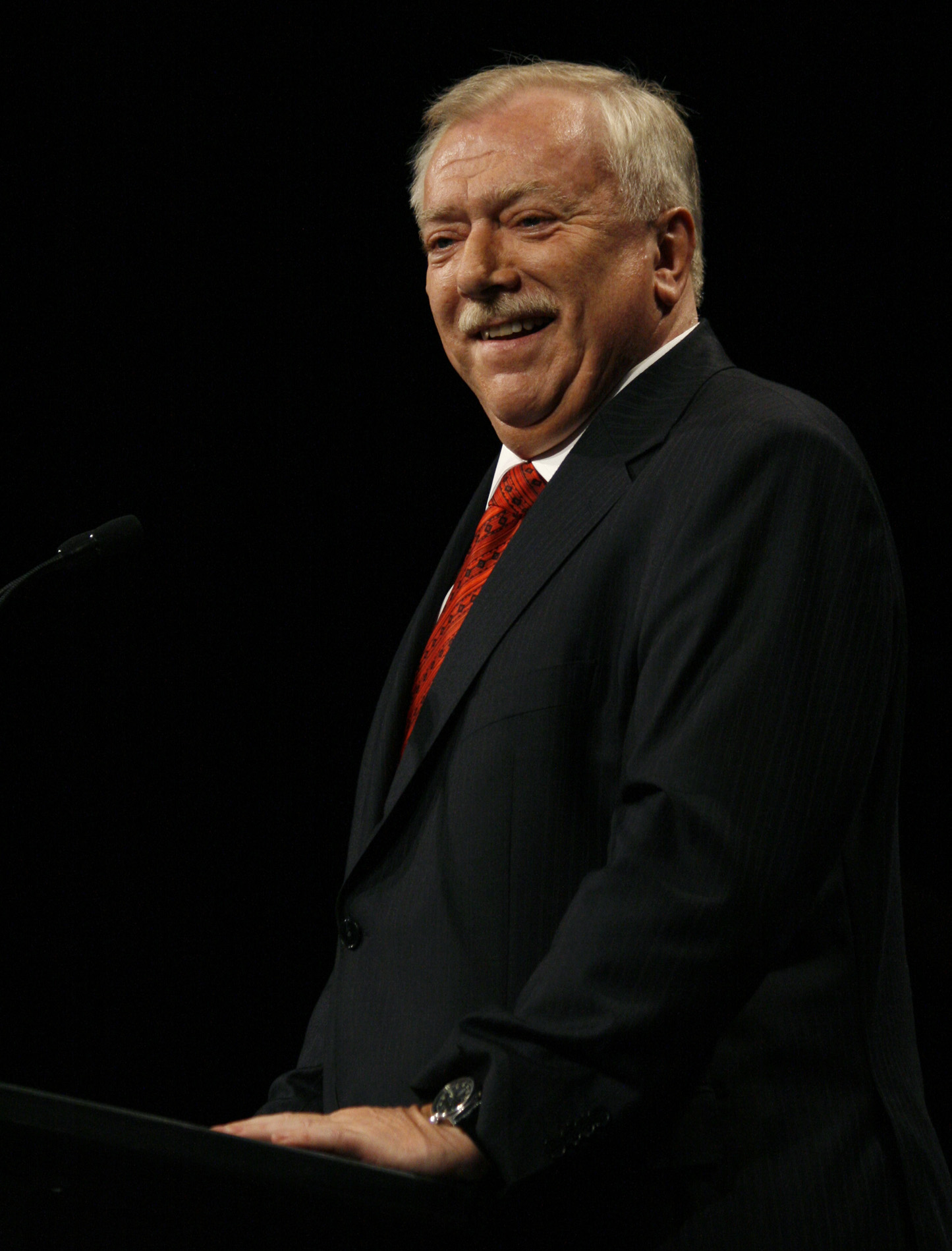
Michael Häupl

Die Sozialdemokratische Partei Österreichs (SPÖ Wien) trat mit dem Ziel an, ihre absolute Mandatsmehrheit im Wiener Landtag zu verteidigen. Aus diesem Grund wurden von Parteiseite auch keine möglichen Koalitionsvarianten bekannt gegeben. Eine Zusammenarbeit mit der FPÖ wurde aber von Michael Häupl ausgeschlossen. Ihre Wahlkampfausgaben bezifferte die Partei mit 5 Millionen Euro. Am 4. September 2010 startete die SPÖ ihren Wahlkampf in der Wiener Stadthalle. Im Wahlkampf setzte die SPÖ ihre Themenschwerpunkte auf Integration, Bildung, Arbeitsplätze, Lebensqualität und Sicherheit. Die Sozialdemokraten warben mit dem Ausbau der Kinderbetreuungsplätze, Investitionen in Forschung, Infrastruktur und Wohnbau, der Verteilung des Wohlstands, dem Ausbau der Videoüberwachung und „klaren Spielregeln“ für das Zusammenleben in Wien.

### ÖVP – Österreichische Volkspartei

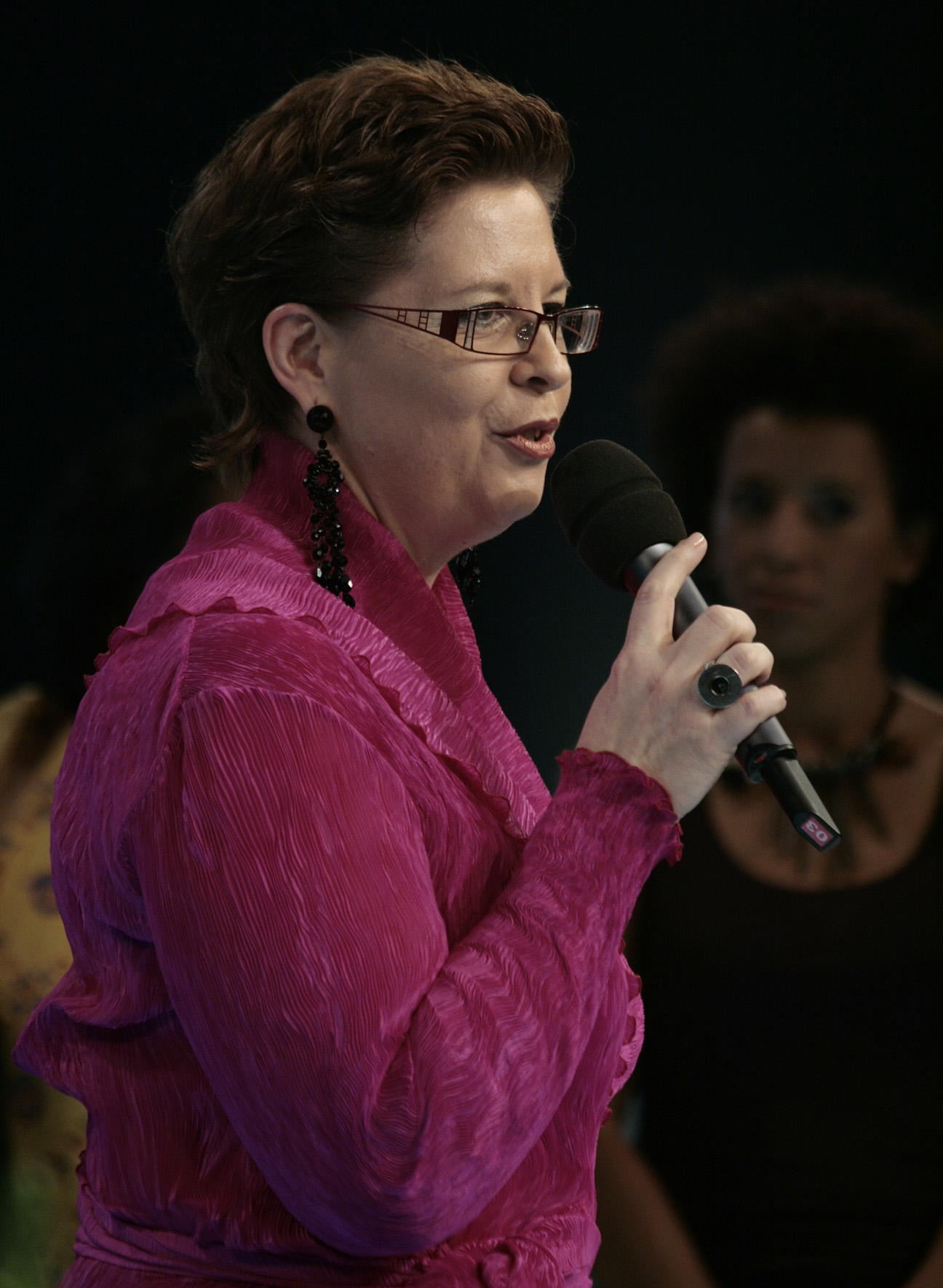
Christine Marek

Das Ziel der Österreichischen Volkspartei (ÖVP) war das Brechen der absoluten Mehrheit der Sozialdemokraten und eine Verbesserung im Vergleich zur letzten Gemeinderatswahl. Zudem will sie in die Stadtregierung, wobei sie die FPÖ als Koalitionspartner anfangs nicht ausschloss. Für den Wahlkampf wollte die ÖVP mit zwischen 1,5 und 2,5 Millionen Euro auskommen. Am 10. September 2010 hielt die ÖVP ihre Auftaktveranstaltung im Zeltpavillon beim Wiener Rathaus ab. Die Volkspartei setzte auf die Themen Integration, Bildung und Wirtschaft. Sie forderte die Einführung einer Stadtwache, eine Neuregelung des Verkehrs, mehr Lehrer für die Schulen, mehr Effizienz in der Stadtverwaltung und Vorbereitungsklassen für Kinder, die nicht ausreichend Deutsch können.

### FPÖ – Freiheitliche Partei Österreichs

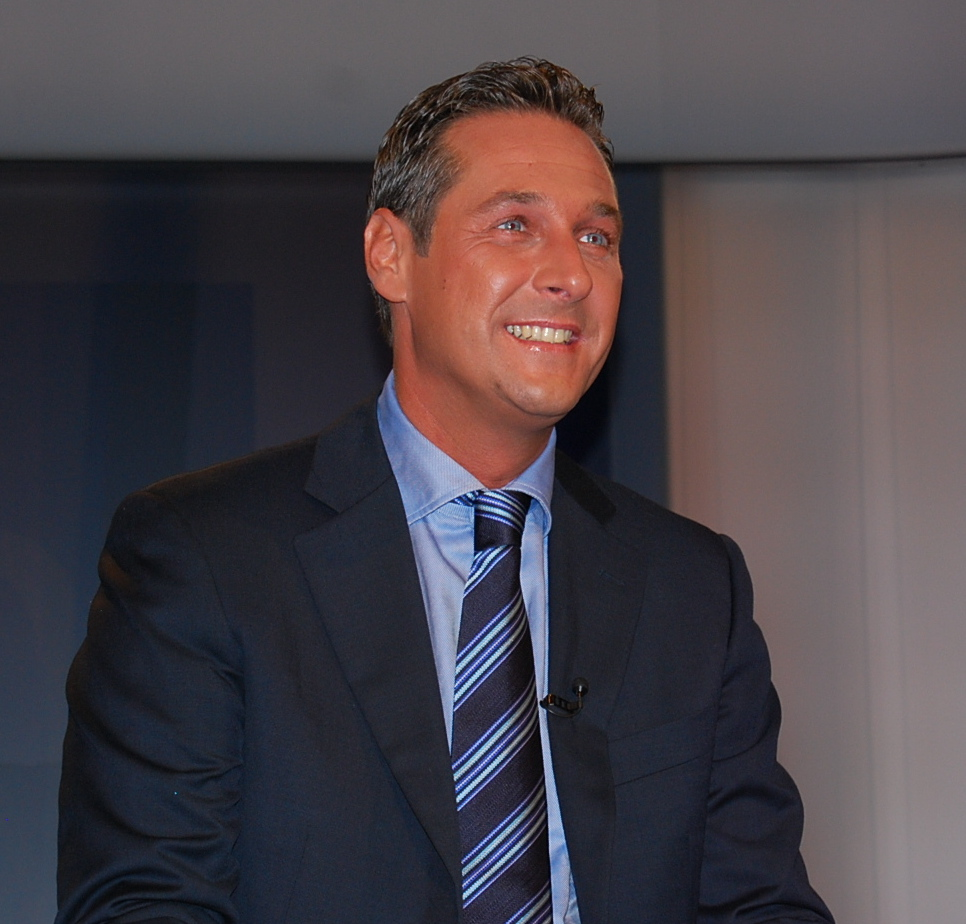
Heinz-Christian Strache

Die Freiheitliche Partei Österreichs (FPÖ) rief bereits Anfang 2010 das Duell um Wien aus. Auch ihr Ziel war es, die absolute Mehrheit der SPÖ zu brechen. Die FPÖ gab für ihren Wahlkampf etwa 3 bis 4 Millionen Euro aus. Offiziell startete die FPÖ ihren Wahlkampf am 2. September 2010 in der Lugner City. Die Kernthemen der FPÖ waren Sicherheit, Integration, Arbeitsplätze und Tradition. Forderungen der Partei waren ein eigenes Sicherheitsressort für Wien, ein "Entgegenwirken dem Asylmissbrauch" und die Anpassung der Zuwanderer an die Gesellschaft.

### Die Grünen Wien – Die Grüne Alternative

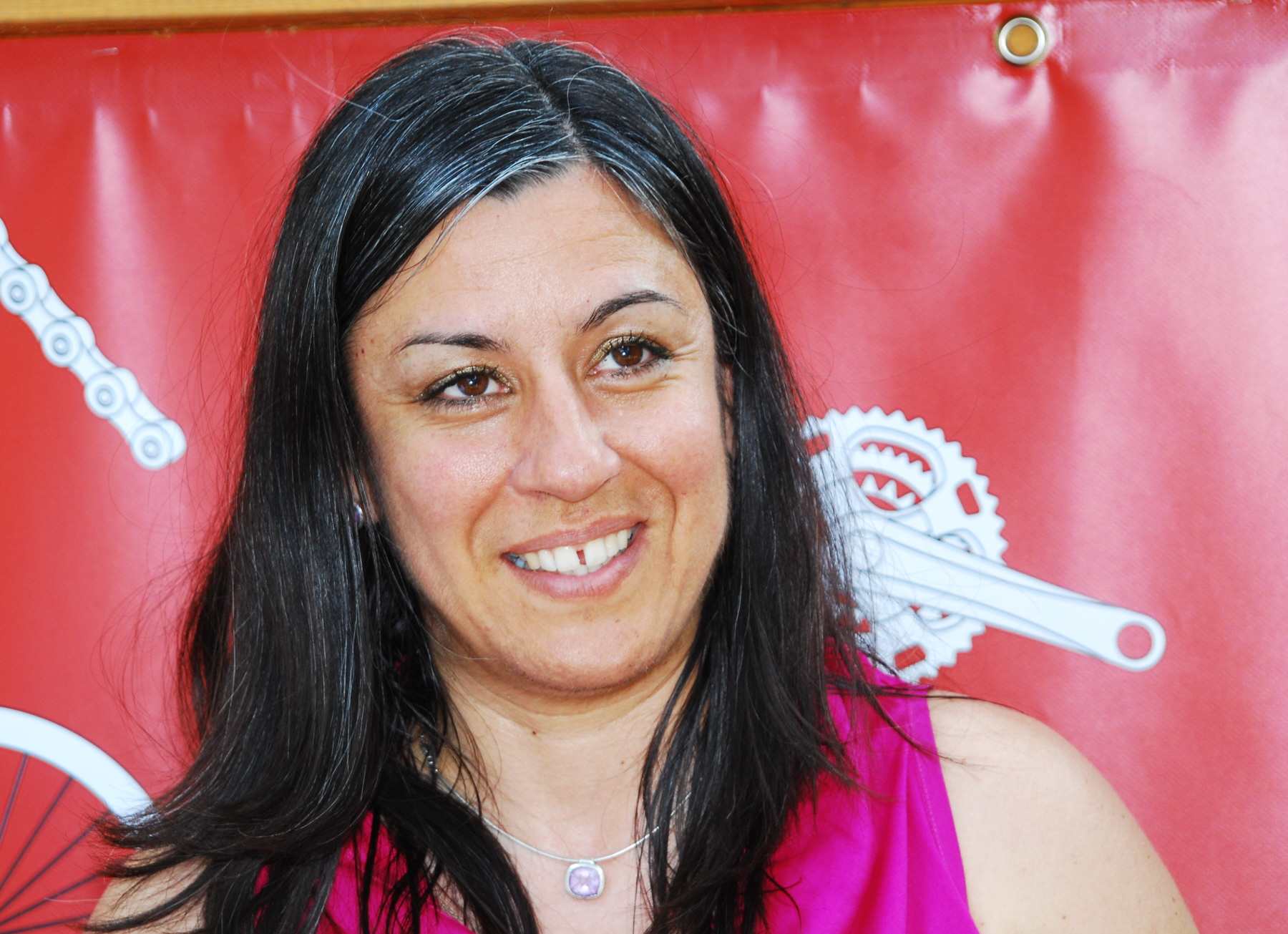
Maria Vassilakou

Die Grünen Wien strebten eine Koalition mit den Sozialdemokraten an. Eine solche rot-grüne Koalition hatte es auf Landesebene in Österreich bislang nicht gegeben. In Wien waren jedoch 2001 und 2005 sogenannte rot-grüne Projekte beschlossen worden. Allerdings musste die Partei in Mariahilf und Josefstadt für die Bezirksvertretungswahl Spaltungen der Bezirksgruppen hinnehmen. Dazu kam der Wechsel des Bundesratsabgeordneten Stefan Schennach zu den Sozialdemokraten. Das Budget der Grünen sah Ausgaben von 1,5 Millionen Euro vor. Der Wahlkampfauftakt der Wiener Grünen fand am 7. September 2010 in der Arena 21 im Museumsquartier statt. Die Hauptthemen der Grünen waren Umwelt, Integration, Soziales und Arbeitsplätze. Forderungen der Partei waren Umstieg auf den ÖPNV, Förderung der Integration und die Einführung einer Reichensteuer.

### BZÖ – Bündnis Zukunft Österreich – Liste Walter Sonnleitner
Das Bündnis Zukunft Österreich nannte als Ziel den Einzug in den Landtag, wofür fünf Prozent der Stimmen oder ein Grundmandat in einem Wahlkreis notwendig wären. Von den im Nationalrat vertretenen Parteien hat es in Wien mit 350.000 Euro das niedrigste Budget für den Wahlkampf zur Verfügung. Es wurde weiters auf großflächige Plakate verzichtet und hauptsächlich Dreieckständer sowie mobile Werbung genutzt.
Der Wahlkampf des BZÖ wurde offiziell mit 9. September im Ares Tower eröffnet, der selbsterklärte Fokus von Sonnleitner liegt in Sparsamkeit und Ehrlichkeit, weiters tritt man gegen Freunderlwirtschaft und Parteibuchwirtschaft auf. Das BZÖ warb hauptsächlich mit dem Thema Bürokratieabbau.

### KPÖ – Kommunistische Partei Österreichs – Linke Liste
Außer den im Parlament vertretenen Parteien trat die Kommunistische Partei Österreichs (KPÖ) in allen 18 Wahlkreisen Wiens mit Dietmar Zach als Spitzenkandidat an. Die Hauptthemen der Kommunisten waren Verteilungsgerechtigkeit und die Wirtschaftskrise.

### Sonstige Parteien
Neben den Parteien, die in allen Wahlkreisen antraten, waren das Liberale Forum (in allen Wahlkreisen außer Hietzing, Rudolfsheim-Fünfhaus und Döbling), die MUT-Partei (Zentrum und Innen-West), die Sozialistische Linkspartei (Brigittenau), die Plattform Direkte Demokratie (Donaustadt) und Wir für Floridsdorf (Floridsdorf) zugelassen.

## Ergebnisse
|                                                                   | Ergebnisse 2010  | Ergebnisse 2010  | Ergebnisse 2010  | Ergebnisse 2005  | Ergebnisse 2005  | Ergebnisse 2005  | Differenzen      | Differenzen      | Differenzen      |
| ----------------------------------------------------------------- | ---------------- | ---------------- | ---------------- | ---------------- | ---------------- | ---------------- | ---------------- | ---------------- | ---------------- |
| Wahlberechtigte                                                   | 1.144.510        | 1.144.510        | 1.144.510        | 1.142.126        | 1.142.126        | 1.142.126        | +2.384           | +2.384           | +2.384           |
| Wahlbeteiligung                                                   | 67,63 %          | 67,63 %          | 67,63 %          | 60,81 %          | 60,81 %          | 60,81 %          | +6,82 %-Pkte     | +6,82 %-Pkte     | +6,82 %-Pkte     |
|                                                                   | Stimmen          | %                | Mand.            | Stimmen          | %                | Mand.            | Stimmen          | %-Pkte           | Mand.            |
| Abgegebene Stimmen                                                | 774.079          |                  |                  | 694.515          |                  |                  | +79.564          |                  |                  |
| Ungültig                                                          | 19.141           | 2,47 %           |                  | 14.950           | 2,15 %           |                  | +4.191           | +0,32            |                  |
| Gültig                                                            | 754.938          | 97,53 %          |                  | 679.565          | 97,85 %          |                  | +75.373          | −0,32            |                  |
| Partei                                                            |                  |                  |                  |                  |                  |                  |                  |                  |                  |
| Sozialdemokratische Partei Österreichs (SPÖ)                      | 334.757          | 44,34 %          | 49               | 333.611          | 49,09 %          | 55               | +1.146           | −4,75            | −6               |
| Österreichische Volkspartei (ÖVP)                                 | 105.627          | 13,99 %          | 13               | 127.531          | 18,77 %          | 18               | −21.904          | −4,78            | −5               |
| Freiheitliche Partei Österreichs (FPÖ)                            | 194.517          | 25,77 %          | 27               | 100.780          | 14,83 %          | 13               | +93.737          | +10,94           | +14              |
| Die Grünen Wien (Grüne)                                           | 95.445           | 12,64 %          | 11               | 99.432           | 14,63 %          | 14               | −3.987           | −1,99            | −3               |
| Kommunistische Partei Österreichs (KPÖ)                           | 8.425            | 1,12 %           | 0                | 9.969            | 1,47 %           | 0                | −1.544           | −0,35            | 0                |
| Bündnis Zukunft Österreich – Liste Walter Sonnleitner (BZÖ)       | 10.057           | 1,33 %           | 0                | 7.824            | 1,15 %           | 0                | +2.233           | +0,18            | 0                |
| Sozialistische LinksPartei (SLP)                                  | 73               | 0,01 %           | 0                | 124              | 0,02 %           | 0                | −51              | −0,01            | 0                |
| Liberales Forum (LIF)                                             | 5.192            | 0,69 %           | 0                | nicht kandidiert | nicht kandidiert | nicht kandidiert | nicht kandidiert | nicht kandidiert | nicht kandidiert |
| MUT-Partei, Mensch Umwelt Tierschutz – Die Tierrechtspartei (MUT) | 514              | 0,07 %           | 0                | nicht kandidiert | nicht kandidiert | nicht kandidiert | nicht kandidiert | nicht kandidiert | nicht kandidiert |
| Plattform Direkte Demokratie (DEM)                                | 331              | 0,04 %           | 0                | nicht kandidiert | nicht kandidiert | nicht kandidiert | nicht kandidiert | nicht kandidiert | nicht kandidiert |
| Wiener Forum (WIF)                                                | nicht kandidiert | nicht kandidiert | nicht kandidiert | 294              | 0,04 %           | 0                | −294             | −0,04            | ±0               |
| Gesamt                                                            |                  | 100,00 %         | 100              |                  | 100,00 %         | 100              |                  |                  |                  |

## Manipulationsvorwürfe
Der Grünenabgeordnete Martin Margulies erhob gegenüber der SPÖ Wahlbetrugsvorwürfe: Es seien Briefstimmen Demenzkranker sowie von Bürgern mit türkischem Migrationshintergrund durch Dritte abgegeben worden.

## Auswirkungen

### Koalitionsverhandlungen
Unmittelbar nach der Wahl ließ Häupl vorerst offen, ob er mit der ÖVP oder den Grünen in Koalitionsverhandlungen treten wird, jedenfalls werde es keine gleichzeitigen Parallelverhandlungen mit beiden Parteien geben. Eine Koalition mit der FPÖ schloss er, wie schon vor der Wahl, aus.
Strache stellte fest, dass er für alle möglichen Koalitionsvarianten offen sei und als Bürgermeister, Vizebürgermeister und/oder Integrations- bzw. Sicherheitsstadtrat in der Wiener Landespolitik bleiben würde. Die Wiener Grünen entschieden sich in einer Parteisitzung einstimmig für Verhandlungen mit der SPÖ. In der ÖVP-Wien gab es sowohl Stimmen, die für die Aufnahme von Koalitionsgesprächen eintraten, wie auch solche, die es für taktisch klüger hielten, in der Opposition zu bleiben und bis zur nächsten Wahl das Profil der Partei zu schärfen.
Am 22. Oktober 2010 wurde bekanntgegeben, dass die SPÖ mit den Grünen in Koalitionsverhandlungen treten werde.

### Erste rot-grüne Landesregierung
In der SPÖ gab es mehrere Politiker, die sich für eine rot-grüne Koalition aussprachen, darunter die Parteivorsitzenden Michael Ritsch in Vorarlberg und Peter Kaiser in Kärnten, sowie Stefan Schennach, der zu Beginn des Wahlkampfes von den Grünen zur SPÖ gewechselt war. Die Sozialistische Jugend Österreich zeigte auch klare Präferenzen für eine Koalition mit den Grünen. Kurze Zeit später wurde auch eine Website eingerichtet, auf der sich prominente Unterstützer (u. a. David Schalko, Barbara Blaha, Robert Misik und Heide Schmidt) der rot-grünen Koalition zu Wort meldeten.
Am 12. November 2010 gaben SPÖ und Grüne bekannt, dass sie sich auf eine gemeinsame Koalition geeinigt haben. Maria Vassilakou zog in der Landesregierung Häupl V als Vizebürgermeisterin und Stadträtin für Stadtentwicklung, Verkehr, Klimaschutz, Energieplanung und BürgerInnenbeteiligung in die Landesregierung ein.

## Nachfolgende Wahl
Die nächste Wahl fand am 11. Oktober 2015 statt.